# いとみち
『いとみち』は、越谷オサムによる日本の小説。2011年8月1日に新潮社から刊行されたのち、2013年11月1日に文庫化された。青森県の高校に通うが、津軽弁訛りと人見知りのせいで友人もいない女子高校生がアルバイト先のメイドカフェで奮闘し、成長する姿を描く。タイトルの『いとみち』とは、三味線を弾く際に指にできる糸道のことを指す。

## あらすじ
人見知りを克服したい気持ちとメイド服への憧れから、相馬いとは青森市内の「津軽メイド珈琲店」でアルバイトを始める。慣れない接客業に苦戦し、更には風俗店と勘違いした客から痴漢被害に遭うなどの苦難を乗り越えるうち、徐々にいとのコミュニケーション能力は向上し、高校で友人ができるようになる。
　一方、いとは祖母のハツヱに手ほどきを受け、14歳の時には津軽三味線の大会ジュニアの部で審査員特別賞を受賞したほどの腕前を持ちながら、自分の演奏する姿を見た恥ずかしさから、久しく三味線から遠ざかっていた。しかし、そのスタイルが亡き母譲りのものであったことを知り、再び楽器を手にする。
　そんなある日、バイト先のオーナーだった成田が青森県警に逮捕される。常連客のひとりが奔走したお陰で存続の危機は回避できたものの、店は経営の立て直しを余儀なくされる。店長や先輩メイドたちが奮闘する姿を目にして、少しでも店に貢献したい一心でいとが発した一言がきっかけで、「メイドによる津軽三味線ミニコンサート」開催に向けて事態は動き出す。

## 登場人物

### 相馬家
相馬いと
青森県北津軽郡板柳町に住む高校1年生。小説では身長145cmと小柄。祖母譲りの津軽弁を話すことから同世代と会話が成り立たず、人見知りで引っ込み思案。 その一方、負けず嫌いかつ異様に高い集中力を発揮する性分で、勉学や三味線の演奏には、その能力が遺憾無く発揮される。
相馬耕一
　いとの父。小説ではハツヱの実子。弘前市内にある国立大学の文学部教授。教え子の学生達を自邸に招いたり、いとの友人達を車で送って行ったりする世話好きな性格。
相馬ハツヱ
　いとの祖母。小泊村の出身で、20歳で板柳のりんご農家に嫁ぎ、耕一といとを育てた。
　津軽三味線の名手である一方、エディ・ヴァン・ヘイレンの熱狂的なファン。しばしば民謡とヴァン・ヘイレンの曲をマッシュアップさせた演奏をする。
相馬小織
　耕一の妻でいとの母親。故人。
　弘前市で生まれ育ち、大学在学中に耕一の熱心なアプローチに根負けして交際しだすが、板柳の相馬家を訪れた際、ハツヱの奏でる津軽三味線に魅了され、半ば強引に弟子入りした。やがて耕一との間にいとが生まれるも、乳がんのため32歳の若さで他界。当時5歳だったいとに遺った母親の記憶はわずかだったが、その演奏スタイルや喫茶店でアルバイトをしていた母のメイド服姿を写真で目の当たりにし、亡き母との繋がりを意識するようになる。

### 津軽メイド珈琲店
工藤優一郎
　店長。標準語を操るため、いとは初め首都圏出身者だと思っていたが、外ヶ浜町蟹田の出身。
　かつて東京の大手飲食店チェーンに入社し、渋谷・公園通りの店舗を任されていたが、労働環境の過酷さに耐えきれず退職して帰郷。オーナーの成田に声をかけられ、「津軽メイド珈琲店」の店長となる。はじめは成田や個性の強い幸子や智美といったメイド達の尻に敷かれている存在だったが、逮捕直前の成田から店を譲られ、銀行の融資継続が決まったのを境に、経営者として頭角を現していく。
葛西幸子
　メイド長。自称22歳だが年齢を5歳サバ読んでいる。
　高校を中退して17歳で一人娘・樹里杏を産み、成人する前に前夫と離婚してから独りで育ててきた。「その首もぐど」が口癖であるように同僚メイドに対する言動はガサツだが、その実、母親ならではの観察眼と面倒見の良さを発揮して店を切り盛りする司令塔。幸子が焼くアップルパイは「津軽メイド珈琲店」の看板メニューともなっている。
　いとは幸子に亡き母の面影を重ね、慕っている。
福士智美
　漫画家志望の自称「エースメイド」。工藤・幸子と並ぶ開業当時からのスタッフ。合浦の実家からスクーターで通勤している。
　かつては肥満体のため学校内でいじめに遭った境遇の持ち主で、一念発起してダイエットに励んだ結果、男性を魅了する体型を手に入れた。専門学校を卒業後、いったん就職するも規則に嫌気がさしてすぐに退職。「津軽メイド珈琲店」でアルバイトをしつつ“フクシサトル”のペンネームで週刊少年誌の賞へ応募を続けており、奨励賞を獲ったのを機に本気で上京を目指すようになる。
　店の人気者だが、勤務態度は良くない。また過剰なスキンシップを好み、頻繁にその被害に遭ういとからは「心に中年オヤジを飼う女」と看做され警戒されている。
成田太郎
「津軽メイド珈琲店」の創業者。「オーナー」と呼ばれている。ビーチ・ボーイズの曲を愛聴している。
　智美に「トド」と形容されるほどの肥満体と怪しげな風体の持ち主。いとの採用を決めて「わぁの秘蔵っ子」と呼び、何かにつけ目を掛ける。
　自身が経営する「有限会社ナリタエンタープライズ」での営業活動が薬事法違反で検挙されるが、その間際「津軽メイド珈琲店」の権利を工藤に譲り、店の存続を託した。

### 店の客たち
山本駿介
　店の常連客。智美曰く「ゴールドのポイントカードを持つメイドカフェ廃人」のひとり。
　千葉県出身。いと達が高校の社会科見学で訪れていた三内丸山遺跡で、自身の教え子達を引率していたところと鉢合わせし、職業が高校教師であることが明らかになる。
青木 大
　店の常連客で「メイドカフェ廃人」のひとり。
　地元地銀の部長代理で、店側と銀行との交渉の場に何食わぬ顔で現れ、部下(融資担当者)と上司(支店長)双方を言いくるめて融資の継続に漕ぎ着け、メイド達を唖然とさせる。
赤平 凛・鳴海佳奈子
　店の常連客で、「津軽メイド珈琲店」近くの信販会社に勤めるOL。揃って接客業の経験があり、いとの初コンサート当日、臨時のホール係として店を手伝う羽目になる。

### いとの友人たち
伊丸岡早苗
　いとが意を決して五能線の車内で最初に声を掛けた同級生。五所川原市在住。いとに劣らない昔ながらの津軽弁話者。写真撮影と1970年代のハードロックに造詣が深い。
対馬美咲・三上絵里
　早苗の親友で、いととも親しくなる。2人とも南津軽郡藤崎町在住。

## 書誌情報
単行本
- 2011年8月発売、新潮社、ISBN 978-4-10-472303-4[2]

文庫本
- 2013年11月1日発売、新潮文庫、ISBN 978-4-10-135362-3[1]

## 映画
2021年6月18日に青森県で先行上映後、同年6月25日に全国公開された。監督は横浜聡子、主演は駒井蓮。2020年9月16日から10月6日まで全編津軽地方でロケ撮影が行われた。

### キャスト
相馬いと
演 - 駒井蓮
青森県弘前市の高校に通う女子高生。特技は祖母と亡き母から受け継いだ津軽三味線。
葛西幸子
演 - 黒川芽以
津軽メイド珈琲店のメイドでシングルマザー。本人曰く「永遠の22歳」。
福士智美
演 - 横田真悠
津軽メイド珈琲店のメイド。漫画家を目指している。
工藤優一郎
演 - 中島歩
津軽メイド珈琲店の店長。
成田太郎
演 - 古坂大魔王
津軽メイド珈琲店のオーナー。
青木
演 - 宇野祥平
津軽メイド珈琲店の常連客。
相馬ハツヱ
演 - 西川洋子
いとの祖母。映画ではいとの母・小織の実母へと変更されている。
相馬耕一
演 - 豊川悦司
いとの父。人見知りな性格の娘がアルバイトをすることを心配している。
映画では東京・多摩地区の出身で、ハツヱとは義理の親子へと変更されている。
伊丸岡早苗
演 - ジョナゴールド（りんご娘）
いとの親友。
相馬小織
演 - 駒井蓮（二役）
いとの母。故人。
山本、八戸、藤沢、栗原、赤平、鳴海佳奈子
演 - 柴山大樹、福士賢治、熊谷衡、石郷伸明、佐々木史帆、石田夕理
津軽メイド珈琲店の常連客。
小野寺
演 - 山田百次
津軽メイド珈琲店の客。いとの尻を触ったと騒ぎになる。
米田
演 - 長谷川等
いとにリンゴ園のバイトを頼みに来た男性。
豊島、斎藤、他
演 - とき（りんご娘）、美土里（ライスボール）、山内凜、中嶋陽太
耕一のゼミの学生。
伊丸岡
演 - 樋川由佳子
早苗の母親。
葛西樹里杏
演 - 櫻庭悠月
幸子の一人娘。
蛯名正樹
演 - 平田成直
青森県弘前高校 社会科教師。
三味線職人
演 - 工藤満次

キャスター
演 - 猪股南（RABアナウンサー）
成田オーナー逮捕のニュースを伝える。
対馬美咲、柿崎詩音、三上絵里
演 - 長内嘉凜、山内小町、太陽（ライスボール）
いとの同級生。
その他同級生
演 - 須藤、相馬、安田、吉田（以上アルプスおとめ）、水愛（ライスボール）他
いとの同級生。
相馬、今村、平井
演 - 相馬信吉、今村修、平井潤治
いとたちが社会科見学で話を聞いた青森空襲の語り部たち。

### スタッフ
- 原作：越谷オサム『いとみち』（新潮文庫刊）
- 監督・脚本：横浜聡子
- 協力：青森県弘前市、青森県北津軽郡板柳町、青森県平川市
- 配給：アークエンタテインメント
- 製作：『いとみち』製作委員会（アークエンタテインメント、晶和ホールディング、日誠不動産、RAB青森放送、東奥日報社、ドラゴンロケット）

### 受賞
- 第16回 大阪アジアン映画祭[30]
  - 最優秀作品賞
  - 観客賞
- 第13回TAMA映画賞 特別賞
- 第34回日刊スポーツ映画大賞 新人賞 - 駒井蓮
- 第95回キネマ旬報ベスト・テン 日本映画第9位
- 第35回高崎映画祭
  - 最優秀監督賞 - 横浜聡子
  - 最優秀新進俳優賞 - 駒井連
  - 最優秀助演俳優賞 - 中島歩（『偶然と想像』と併せて）
- 第31回日本映画批評家大賞 新人女優賞（小森和子賞） - 西川洋子